# Novi Bečej
Novi Bečej (in serbo Нови Бечеј?, Novi Bečej, in ungherese Törökbecse) è una città e una municipalità del distretto del Banato Centrale nel nord-est della provincia autonoma della Voivodina.